# 村本善之
村本 善之（むらもと よしゆき、1955年6月7日 - ）は日本中央競馬会 (JRA) に所属する調教助手で、元騎手。GI級競走7勝を挙げたほか、フェアプレー賞を史上第2位の13回受賞している。北海道亀田郡大野町（現・北斗市）出身。

## 来歴
中学校卒業後、縁戚にあたる新規開業調教師の坂田正行厩舎に入門。清水英次は兄弟子にあたる。馬事公苑騎手養成短期課程を受講後、1975年に騎手免許を取得。同年3月1日に正騎手としてデビューし、同日第9競走で初勝利を挙げた。
デビュー2年目に鎖骨骨折による休養を経験したが、徐々に頭角を現し、5年目の1979年にニチドウアラシで金鯱賞に優勝し、重賞を初制覇。同年42勝を挙げて全国リーディング12位に付ける躍進を見せた。翌年にはニチドウタローで天皇賞（春）を制し八大競走に初優勝した。以降、1984年に厩舎の都合によりフリーランスに転向したあとも、常にランキング10位近辺をうかがう中堅上位騎手として安定した成績を残した。メジロデュレンとのコンビで菊花賞（1986年）、有馬記念（1987年）を制したほか、宝塚記念（1985年・スズカコバン、1995年・ダンツシアトル）、阪神3歳S（1988年・ラッキーゲラン）、優駿牝馬（1992年・アドラーブル）と通算G1級レースを7勝した。
しかし1990年代後半から徐々に勝利数が減少し、2001年には8勝でデビュー以来初のひと桁勝利に終わると、翌年も同様の成績に終わり、2003年12月10日に騎手を引退した。
通算成績は972勝で、1000勝まで28勝を残しての引退だった。
引退後は調教助手に転業し、栗東トレーニングセンターの吉岡八郎厩舎に所属。2008年からは池江泰郎厩舎所属となり、2011年の池江泰郎の定年に伴う厩舎解散により、高野友和厩舎に移籍した。
「人の進路を押しのけてまで乗りたくない」とする考えから、非常にクリーンな騎乗振りで知られ「フェアプレー男」の異名も与えられていた。また、フェアプレー賞は馬を真っ直ぐ走らせる技術の証左ともいえ、村本自身も「貰えるというのは名誉なこと」と語っていた。そのフェアプレー賞は13回受賞しており、これはJRA騎手では藤田伸二（16回。2007年に村本の記録を更新）に次ぐ歴代第2位の受賞回数を誇るが、制裁点が0になった年は一度もないため、特別模範騎手賞は受賞していない。

## 通算成績
| 通算成績 | 1着 | 2着 | 3着 | 4着以下 | 騎乗回数 | 勝率 | 連対率 |
| -------- | --- | --- | --- | ------- | -------- | ---- | ------ |
| 平地     | 961 | 875 | 826 | 6,003   | 8,665    | .111 | .212   |
| 障害     | 11  | 13  | 7   | 7       | 41       | .153 | .333   |
| 計       | 972 | 888 | 833 | 6,044   | 8,737    | .111 | .213   |

- 初出走 1978年3月1日コロナリイクイン（9着）
- 初勝利 1978年3月1日キタノボーイ
- 全国最高7位（1984年・63勝）
- 重賞競走43勝（うちGI級競走7勝）

### 主な騎乗馬
※括弧内は村本騎乗による優勝重賞競走、太字はGI級競走、斜体は当時統一格付けのない地方競馬主催の交流競走。
- ニチドウアラシ（1979年金鯱賞 1980年マイラーズカップ、ダービー卿チャレンジトロフィー）
- ニチドウタロー（1980年天皇賞・春）
- ハシローディー（1982年京都4歳特別 1984年中京記念、鳴尾記念）
- スズカコバン（1984年京都大賞典 1985年宝塚記念）
- メジロトーマス（1985年金杯・西、京都記念）
- ランドヒリュウ（1985年京都4歳特別 1987年高松宮杯）
- メジロデュレン（1986年菊花賞 1987年有馬記念）
- ラッキーゲラン（1988年阪神3歳ステークス）
- キーミノブ（1990年ペガサスステークス、毎日杯）
- プレジデントシチー（1990年ブリーダーズゴールドカップ）
- イクノディクタス（1991年京阪杯 1992年金鯱賞、小倉記念、オールカマー）
- アドラーブル（1992年優駿牝馬）
- ダンツシアトル（1995年宝塚記念、京阪杯）
- ゴーゴーゼット（1995年日経新春杯、アルゼンチン共和国杯）
- タニノクリエイト（1995年神戸新聞杯）
- フジヤマケンザン（1996年金鯱賞）